# Ottone di Bamberga
Ottone di Bamberga, noto anche come Ottone di Mistelbach (1060 circa – 30 giugno 1139), è stato un vescovo cattolico tedesco.

## Biografia
Secondo le scarne indicazioni dei cronisti i genitori erano di nobile ascendenza sveva.
Tutti i tentativi di stabilire l'esatto suo luogo di nascita sono fino ad oggi falliti a causa della dubbia attendibilità in merito delle fonti. Ci sono tendenze a localizzarla non in Svevia ma in Franconia. Presumibilmente egli fu istruito presso il monastero benedettino di Hirsau nella Foresta Nera.

### La nomina imperiale a vescovo
Nel 1082 la sorella dell'imperatore Enrico IV Giuditta sposò il duca polacco Ladislao Herman ed Ottone andò con lui come cappellano di corte. Nel 1091 fu chiamato alla corte dello stesso Enrico IV e ne divenne cancelliere. Qui diresse il rifacimento della Cattedrale di Spira. Nel 1102 fu nominato vescovo di Bamberga dall'imperatore.
In quel momento la diocesi si trovava in una brutta situazione e disponeva di possedimenti dispersi e difficili da amministrare. Ottone, al fine di consolidane il territorio, fondò e riformò numerosi monasteri e fece costruire numerose rocche. Egli fece anche ricostruire nel 1190 il Duomo di Bamberga, distrutto da un incendio ai tempi dell'imperatore Enrico II. Nel 1109 Ottone consacrò in Bamberga la chiesa di San Giacomo.

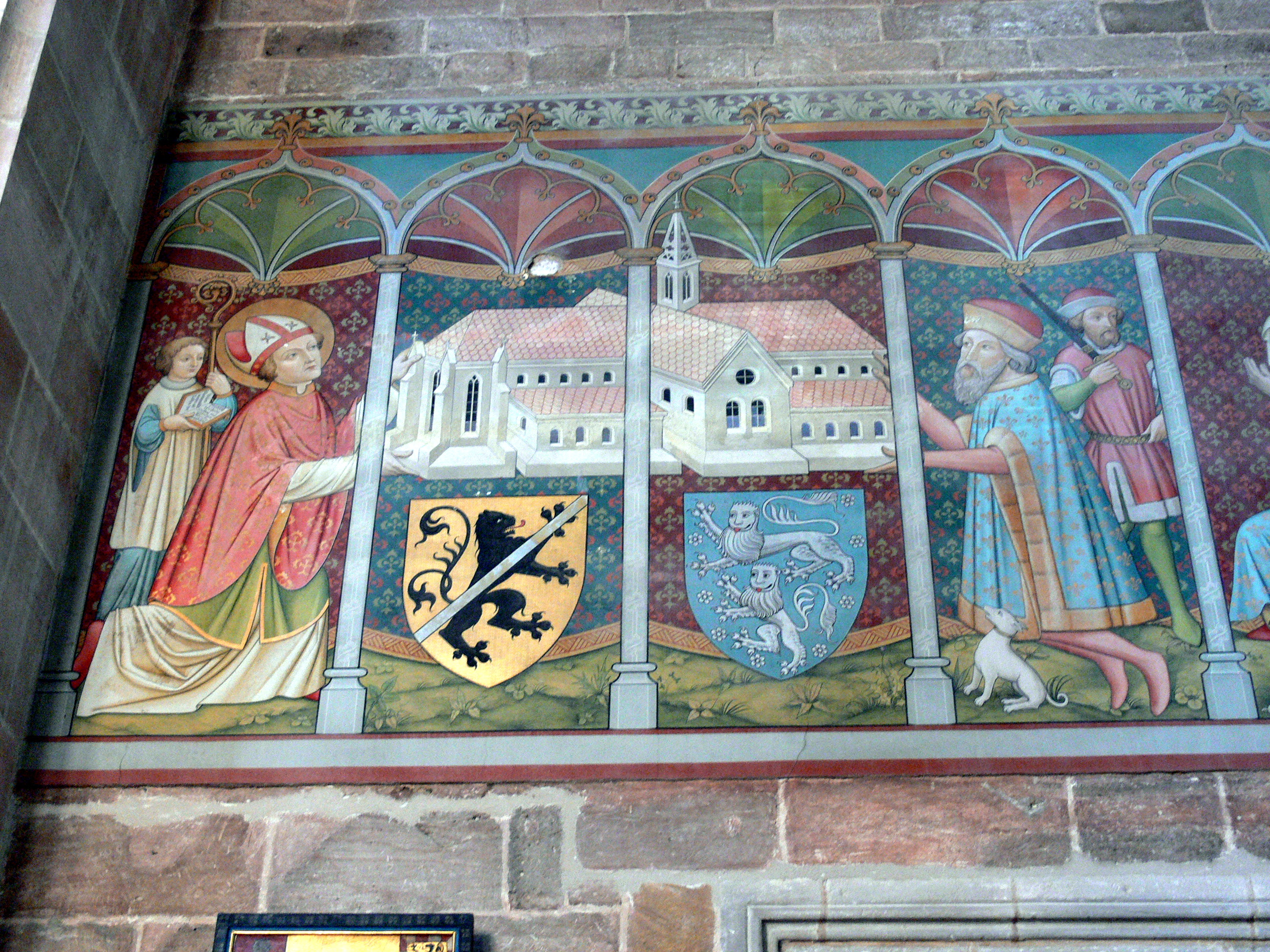
Immagini dell'istituzione del monastero di Heilbronn del XV secolo: il vescovo Ottone ed il conte Rapoto di Abenberg reggono un modello di cattedrale.

Ottone cercò di appianare la controversia sulle investiture fra il Papa e l'imperatore. Nel 1106, durante il suo viaggio a Roma fu consacrato da papa Pasquale II, contro la sua volontà, vescovo di Anagni. Dato che nella nuova vertenza per le investiture, sorta fra il papa e l'imperatore Ottone si era schierato dalla parte di Enrico V, nel 1118 fu sollevato dal suo incarico con il Sinodo di Fritzlar, condotto dal cardinale legato del Papa, Kuno di Urach. Ottone ebbe poi un ruolo rilevante nella stipula del Concordato di Worms fra l'imperatore Enrico V e papa Callisto II il 23 settembre 1122.

### La cristianizzazione della Pomerania
Ottone riuscì a cristianizzare la Pomerania: quando il duca di Polonia, Boleslao III sottomise fra il 1121 ed il 1122 la fino ad allora indipendente e pagana Pomerania, volle farne una regione cristianizzata. La missione compiuta dal vescovo missionario spagnolo Bernardo non ebbe successo e quindi il duca polacco chiamò Ottone. Questi, nel corso di due viaggi in Pomerania, dal 1124 al 1125 e nel 1128, battezzò numerose persone e distrusse il tempio degli dei pagani slavi. Ancor oggi Ottone di Bamberga è venerato come l'"Apostolo della Pomerania".
Il modo di procedere di Ottone a Stettino fu descritto dal suo biografo Herbord: 
«Il vescovo ed i suoi sacerdoti iniziarono subito, armati d'asce e lance, a distruggere i luoghi sacri [pagani, n.d.r. ]. Dopo che il popolo si accorse che gli dei non si difendevano, si unì all'opera. Ottone lasciò solo una quercia sacra per la preghiera degli abitanti di Stettino, con la condizione che sotto l'albero non venisse praticata la divinazione.
Ottone fu uno dei vescovi più importanti di Bamberga e nel museo diocesano in Duomo si trova ancora il suo bastone pastorale.

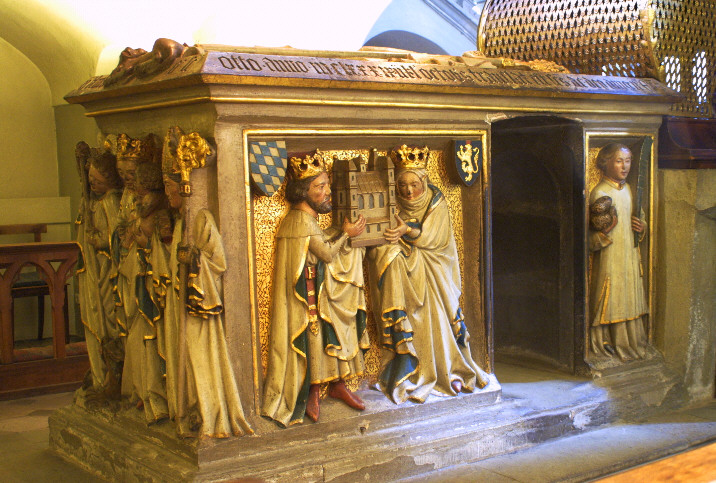
La tomba di Ottone nella chiesa di San Michele a Bamberga

La sua tomba si trova nell'abbazia di San Michele a Bamberga, che egli fece ricostruire fra il 1117 e il 1121, dopo che era stata seriamente danneggiata da un terremoto e che egli stesso aveva scelto come luogo per la sua sepoltura.

## Genealogia episcopale e successione apostolica
La genealogia episcopale è:
- Cardinale Odon de Châtillon, O.S.B.Clun.
- Papa Pasquale II
- Vescovo Ottone di Bamberga

La successione apostolica è:
- Arcivescovo Adalberto I di Saarbrücken (1115)
- Arcivescovo Adalberto II di Saarbrücken (1138)

## Culto
Ottone fu proclamato santo nel 1189 da papa Clemente III. La sua ricorrenza è il 30 giugno, nell'arcidiocesi di Bamberga il 30 settembre. Egli è anche uno dei santi patroni dell'arcidiocesi di Berlino.

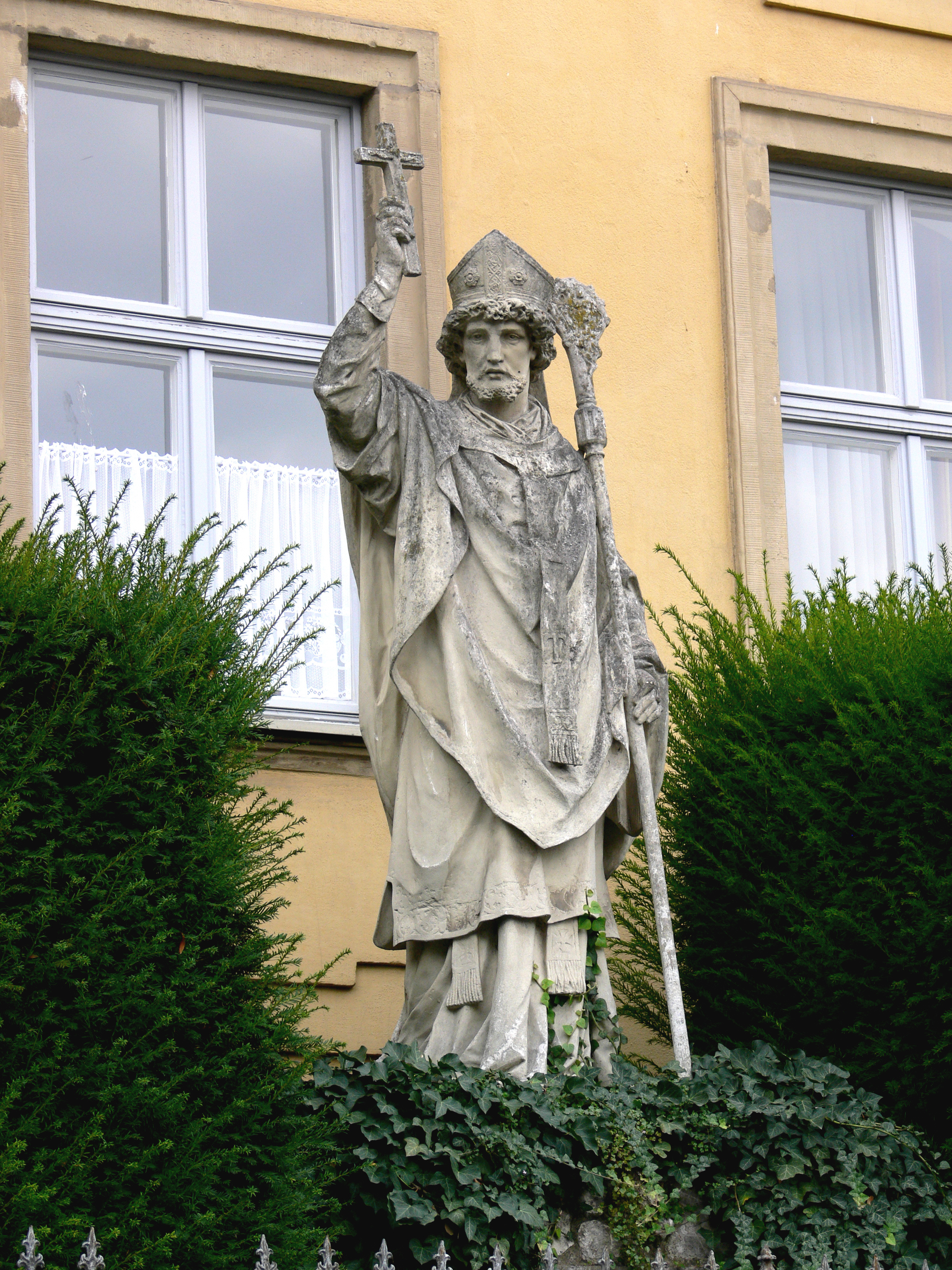
Statua sulla Ottoplatz di Bamberga
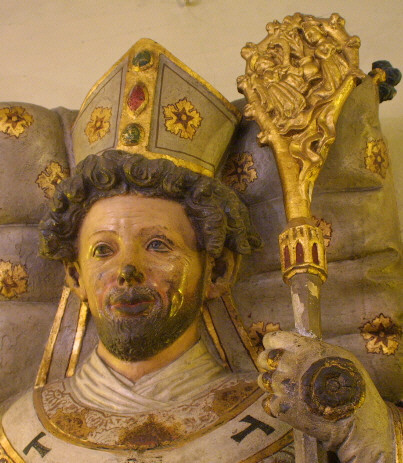
Sant'Ottone di Bamberga, rappresentazione nella Chiesa di San Michele a Bamberga

## Monumenti
Monumenti in onore di Ottone di Bamberga sorgono in numerose città. In Bamberga vi sono:
- un monumento nella piazza omonima (Ottoplatz)
- di fronte all'asilo infantile nella Jäckstraße
- di fronte alla chiesa parrocchiale di Sant'Ottone (fontana di Sant'Ottone)

In Berlino vi è un busto dello scultore Walter Schott nell'ex Siegesallee (viale della Vittoria) insieme al fondatore della Marca di Brandeburgo Alberto I di Brandeburgo, come figura principale, ed al vescovo Wigger del Brandeburgo. Oggi si trova anche il suo busto nella Cittadella di Spandau.
A Stettino c'è un monumento in suo onore nel cortile del castello dei duchi di Pomerania.
Una targa commemorativa gli è dedicata nel Walhalla nelle vicinanze di Ratisbona.